# Carsten Eisenmenger
Carsten Eisenmenger (* 15. Juni 1967 in Herne) ist ein ehemaliger deutscher Fußballtorwart. Er ist als Fußballtrainer tätig.

## Karriere
Zum Fußball kam Eisenmenger in der Jugend beim westfälischen Verein Westfalia Herne, für den er schon als A-Jugendlicher in der Oberliga Westfalen spielte. Später spielte er für die Oberligisten ASC Schöppingen und die zweite Mannschaft des VfL Bochum. Später war er dritter Torhüter hinter Andreas Wessels und Ralf Zumdick in der Bochumer Bundesliga-Mannschaft. Im Oktober 1991 wechselte Eisenmenger in die 2. Bundesliga zum SC Freiburg. Mit den Freiburgern steig er als Meister der Saison 1992/93 in die Fußball-Bundesliga auf. 1994 ging er zu Hannover 96 und wechselte 1996 er zusammen mit Reinhold Daschner zum Regionalliga-Aufsteiger LR Ahlen. Im Jahr 2000 folgte der Aufstieg in die 2. Bundesliga.
Eisenmenger absolvierte in den Jahren 1991 bis 1996 insgesamt 66 Spiele in der 2. Fußball-Bundesliga für den SC Freiburg und Hannover 96. 
Nach dem Ende seiner Spielerkarriere war Eisenmenger als Torwart-Trainer beim SC Austria Lustenau, beim VfL Reken und beim DFB tätig.